# Gerardo Caballero
Gerardo Caballero Olabézar (2 de septiembre de 1890 - 1 de junio de 1980) fue un militar español. A lo largo de su carrera desempeñó diversos puestos administrativos, como gobernador civil de varias provincias y director general de Seguridad. Tuvo un destacado papel en la represión franquista en Asturias durante la Guerra civil.

## Biografía

### Carrera militar
Nacido en Vitoria en 1890, ingresó en la Academia General Militar de Toledo a los dieciséis años.
Meses después de la proclamación de la Segunda República, en agosto de 1932, Caballero tomó parte en la intentona golpista conocida como la «Sanjurjada». En el periodo republicano llegó a estar adscrito al Cuerpo de Seguridad y Asalto, mandando el 10.º Grupo de Asalto. Durante la Revolución de Asturias de 1934 fue uno de los oficiales que lideró la resistencia de las fuerzas leales en Oviedo. En aquella época se encontraba al frente del primer batallón del Regimiento de Infantería n.º 3. Posteriormente, tendría un destacado papel en la represión contra los mineros. Tras la victoria electoral del Frente Popular fue separado del Cuerpo de Asalto y destinado a la V División Orgánica de Zaragoza.

### Guerra civil y Dictadura
En julio de 1936, implicado en la conspiración militar contra el gobierno, se trasladó a Oviedo; allí, el 19 de julio se puso a las órdenes del coronel Antonio Aranda —comandante de la guarnición local— y se unió a la sublevación militar. Su participación en la sublevación fue crucial para Aranda. Al frente de un grupo de guardias civiles logró hacerse con el cuartel de la Guardia de Asalto. Nombrado delegado de Orden Público tras el triunfo del golpe de Estado, Caballero dirigió una dura represión en Oviedo contra los elementos izquierdistas y partidarios de la República. Bajo sus órdenes actuaron escuadrones de falangistas que detenían o asesinaban a todos aquellos que fueran considerados «enemigos». Gerardo Caballero resultó herido durante el asedio republicano de la ciudad, llegando a perder un ojo como consecuencia de las heridas.

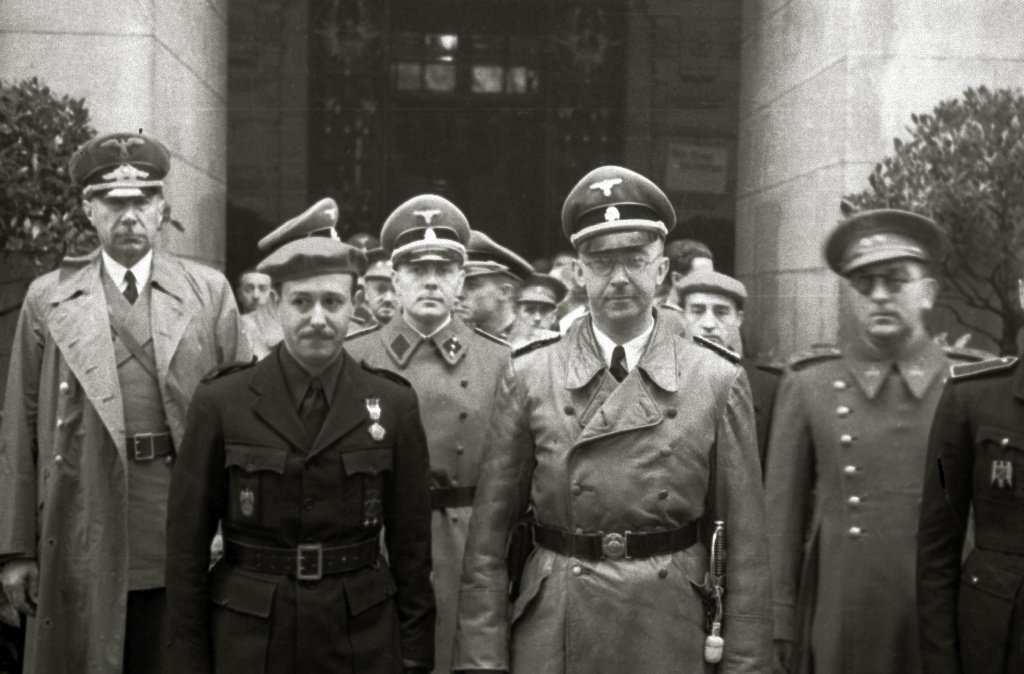
Caballero junto Himmler y José Finat en San Sebastián (1940).

Durante algún tiempo ejerció como gobernador civil del territorio de Asturias controlado por los sublevados. Tras el final de la contienda, en diciembre de 1939 fue nombrado gobernador civil de Guipúzcoa. En octubre de 1940 formó parte de la comitiva que recibió al líder nazi Heinrich Himmler durante su  visita a España. Mientras fue gobernador civil de Guipúzcoa apoyó abiertamente a los círculos monárquicos donostiarras, manteniendo además fuertes tensiones con el jefe provincial de FET y de las JONS, Elías Querejeta Insausti. Los repetidos conflictos entre ambos llevaron a las autoridades a destituir de sus cargos a Caballero y Querejeta, y sustituirlos por Fermín Sanz-Orrio —que asumía ambos cargos, al unificarse en uno solo—.
Ya ostentando el rango de teniente coronel, en 1941 pasó a prestar servicio con las fuerzas de Policía Armada y de Tráfico. Posteriormente sería nombrado director general de Seguridad, ejerciendo el cargo entre mayo de 1941 y junio de 1942 en sustitución del destituido José Finat y Escrivá de Romaní. Tras apenas un año en el cargo, sería sustituido por el coronel Francisco Rodríguez Martínez. Continuó su carrera militar, ascendiendo en 1948 al rango de general de brigada y siendo nombrado gobernador militar de Vizcaya —y jefe de la Agrupación especial de costa— dos años más tarde. Ascendió al rango de general de división en 1954, pasando a mandar la 52.ª División de montaña. Pasaría a la reserva en 1958, alcanzando el rango de teniente general.

## Reconocimientos
- Gran Cruz de la Real y Militar Orden de San Hermenegildo (1949)

### Pie de página
1. ↑  Simeón Vidarte, 1973, p. 332.
2. 1 2  Cabanellas, 1973, p. 1183.
3. 1 2  Cabanellas, 1977, p. 170.
4. ↑  Cardona, 1983, p. 243n.
5. ↑  Aguado Sánchez, 1972, p. 125.
6. 1 2  Preston, 2013, pp. 580-581.
7. 1 2  Martínez Bande, 2007, p. 350.
8. ↑  Preston, 2013, p. 581.
9. ↑  Morán, 2003, p. 145.
10. ↑  Boletín Oficial del Estado núm. 344, de 10 de diciembre de 1939, pág. 6929
11. 1 2  González, Ortiz y Pérez, 2016, p. 3559.
12. ↑  Arasa, 1994, p. 208.
13. ↑  Rodríguez Jiménez, 2005, p. 269.
14. ↑  Boletín Oficial del Estado núm. 316, de 11 de noviembre de 1948, pág. 5158
15. ↑  Boletín Oficial del Estado núm. 359, de 25 de diciembre de 1950, pág. 5984
16. ↑  Boletín Oficial del Estado núm. 256, de 13 de septiembre de 1954, pág. 6177
17. ↑  Boletín Oficial del Estado núm. 246, de 14 de octubre de 1958, pág. 8979